# Карл III Гонзага
Карл III Гонзага (фр. Charles III Gonzague, итал. Carlo III Gonzaga; 3 октября 1629, Мантуя, герцогство Мантуанское — 14 августа 1665, там же) — итальянский принц из Неверской ветви дома Гонзага, во французском королевстве — принц Сеноншский и Брезольский, герцог Майенский под именем Шарля III Гонзага, герцог Неверский и Ретельский под именем Шарля V Гонзага; суверенный принц Аршский, суверенный герцог Мантуанский и Монферратский под именем Карло II Гонзага.

## Биография
Карл III Гонзага был сыном Карла II Гонзага и наследовал как владетельный герцог своему деду, Карлу I Гонзага в 1637 году (в Мантуе он правил как герцог Карло II Гонзага). Французские герцогства Неверское и Ретельское Карл III в 1659 году продал регенту Франции, кардиналу Мазарини.
Сохранился единственный прижизненный портрет герцога кисти неизвестного, который хранится в санктуарии Богоматери Милостивой в городке близ Мантуи.

### Брак и потомство
7 ноября 1649 года вступил в брак с австрийской эрцгерцогиней Изабеллой Кларой, дочерью эрцгерцога Леопольда V. В этом супружестве родился ребёнок, наследник престола Мантуи Фердинанд Карл (1652—1708). После рождения наследника герцог прекратил супружеские отношения с женой. Карл был известен своей любвеобильностью. Многолетней любовницей герцога была графиня Маргарита делла Ровере, он также ездил в Венецию и посещал нескольких куртизанок. Помимо этого герцог имел несколько романов с мужчинами, в том числе кастратом Атто Мелани.

### Смерть
Умер 14 августа 1665 года во время полового акта. Причиной смерти, вероятно, стало отравление афродизиаком, который Карл употреблял для повышения потенции. Существует также версия, по которой герцог был отравлен женой и её любовником Карло Булгарини. Похоронен в санктуарии Богоматери Милостивой в Грацье.